# Episodi de L'ispettore Tibbs (settima stagione)
La settima stagione della serie televisiva L'ispettore Tibbs è stata trasmessa in anteprima negli Stati Uniti d'America dalla CBS tra il 16 settembre 1993 e l'11 maggio 1994.
| nº | Titolo originale              | Titolo italiano | Prima TV USA      | Prima TV Italia |
| -- | ----------------------------- | --------------- | ----------------- | --------------- |
| 1  | Child's Play                  |                 | 16 settembre 1993 |                 |
| 2  | Hatton's Turn (Part 1)        |                 | 18 settembre 1993 |                 |
| 3  | Hatton's Turn (Part 2)        |                 | 18 settembre 1993 |                 |
| 4  | A Depraved Heart              |                 | 23 settembre 1993 |                 |
| 5  | Incident at Brewer's Pond     |                 | 30 settembre 1993 |                 |
| 6  | A Love Lost                   |                 | 14 ottobre 1993   |                 |
| 7  | Singin' the Blues             |                 | 28 ottobre 1993   |                 |
| 8  | Virgil Tibbs: Attorney at Law |                 | 4 novembre 1993   |                 |
| 9  | Every Man's Family            |                 | 10 novembre 1993  |                 |
| 10 | A Baby Called Rocket          |                 | 25 ottobre 1993   |                 |
| 11 | Little Girl Lost              |                 | 9 dicembre 1993   |                 |
| 12 | Your Own Kind                 |                 | 16 dicembre 1993  |                 |
| 13 | Good Cop, Bad Cop             |                 | 6 gennaio 1994    |                 |
| 14 | Maybelle Returns              |                 | 12 gennaio 1994   |                 |
| 15 | The Last Round                |                 | 19 gennaio 1994   |                 |
| 16 | Ches and the Grand Lady       |                 | 26 gennaio 1994   |                 |
| 17 | Conspiracy of One             |                 | 2 febbraio 1994   |                 |
| 18 | The Rabbi                     |                 | 9 febbraio 1994   |                 |
| 19 | Hard Choices                  |                 | 9 marzo 1994      |                 |
| 20 | Time's Long Shadow            |                 | 16 marzo 1994     |                 |
| 21 | Poor Relations                |                 | 30 marzo 1994     |                 |
| 22 | Dangerous Engagement          |                 | 4 maggio 1994     |                 |
| 23 | Give Me Your Life (Part 1)    |                 | 11 maggio 1994    |                 |
| 24 | Give Me Your Life (Part 2)    |                 | 11 maggio 1994    |                 |